# Азема, Мазаэ
Франсуа Жан-Пьер Анри Азема (Мазаэ Азема) — французский политик и врач-акушер из Реюньоне. Родился в Сен-Дени 17 июля 1823 года, умер 28 июля 1886 года. Работал хирургом-урологом.
С 1862 по 1870 год занимал пост вице-президента Общества наук и искусств Реюньона. В 1864 году становится членом-корреспондента Парижского хирургического общества и Парижского общества антропологии, а в 1865 году — членом-корреспондента Королевского общества искусств и наук острова Морисин. Он работал в Генеральном совете Реюньона с 1867 года и получил почетный титул в 1877 году

## Рекомендации
1. 1 2  Archives Nationales d'Outre-mer — 1966. — С. 59.
2. ↑  Archives Nationales d'Outre-mer — 1966. — С. 1823.
3. ↑  Archives Nationales d'Outre-mer — 1966. — С. 548.
4. ↑  culture.gouv.fr : State of civil service-1/2. Дата обращения: 16 декабря 2020. Архивировано 30 января 2022 года.
5. ↑  culture.gouv.fr : State of civil service-2/2. Дата обращения: 16 декабря 2020. Архивировано 30 января 2022 года.
6. ↑  culture.gouv.fr : certificate of the legion of honour. Дата обращения: 16 декабря 2020. Архивировано 30 января 2022 года.

- Биографическая информация Архивная копия от 19 августа 2013 на Wayback Machine